# Pablo Lavandeira
Pablo Damián Lavandeira Hernández (Montevideo, 11 maggio 1990) è un calciatore uruguaiano, centrocampista dell'Alianza Lima.

## Caratteristiche tecniche
È un mediano.

## Palmarès

### Competizioni nazionali
- Campionato peruviano: 1

Alianza Lima: 2022